# Saint-André-de-la-Roche
Saint-André-de-la-Roche là một xã ở tỉnh Alpes-Maritimes, vùng Provence-Alpes-Côte d'Azur ở đông nam nước Pháp.